# Hernán Guzmán Ipuz
Hernán Guzmán Ipuz (6 de noviembre de 1993) es un luchador colombiano de lucha libre. Compitió en tres Mundiales, logró la 14.ª posición en 2015. Se clasificó en la 5.ª posición en los Juegos Panamericanos de 2015. Ganó una medalla de oro en los Juegos Suramericanos de 2014 y de plata en los Juegos Bolivarianos de 2013. Obtuvo dos medallas de bronce en Campeonato Panamericano, de 2013 y 2016. Campeón Sudamericano de 2012 y 2013. Segundo en Campeonato Centroamericano y del Caribe de 2014.